# Angelo Branduardi (album)
Angelo Branduardi è l'album di esordio dell'omonimo cantautore italiano Angelo Branduardi, pubblicato nel gennaio del 1974.
Branduardi ha scritto (testi in italiano e in inglese) e composto tutti i brani, tranne Eppure chiedilo agli uccelli (musica di Paul Buckmaster con parole tratte dal Libro di Giobbe).
Molte canzoni dell'album sono firmate dall'artista pur essendo i testi tratti da opere di pubblico dominio.

## Il disco
Questo è il primo disco pubblicato, ma l'anno precedente il cantautore aveva registrato un altro LP arrangiato da Maurizio Fabrizio che la RCA decise di non pubblicare, ritenendolo poco commerciale. Anni dopo, Branduardi acquista la proprietà dei nastri, pubblica due canzoni di questo disco-fantasma nella raccolta tripla The Platinum Collection del 2005 (le canzoni si intitolano Francesco e Confessioni di un malandrino in una versione con il clavicembalo).
Come racconta lo stesso Branduardi nel volume Canzoni (pubblicato da Lato Side nel 1979): «Con Maurizio Fabrizio avevo già fatto le incisioni per un disco precedente, mai uscito. Maurizio ha sempre scritto gli arrangiamenti con me, è una cosa strana: non ci diciamo mai niente di musica, ma la sentiamo allo stesso modo. Ora, per questo disco mai uscito, avevamo inciso delle canzoni, alcune delle quali comparvero in seguito effettivamente riarrangiate: "Gli alberi sono alti" e "Confessioni di un malandrino" in "La luna", mentre "Lentamente" e "Storia di mio figlio" in "Angelo Branduardi", le altre invece restarono inedite. Ma così com'era, quel disco alla RCA non andava, mi dicevano che ci voleva qualcosa di più articolato, una storia (era il periodo quello in cui andavano gli album-concetto), e così, metà per scherzo e metà sul serio, ho costruito una specie di storia di un uomo che, nel susseguirsi delle varie canzoni (da "Re di speranza" a "Il regno millenario"), passa da uno stato di solitudine all'incontro di una donna fino alla nascita di un figlio e al seguente raggiungimento di uno stato mistico. In realtà l'avvenimento più importante di questo disco è la collaborazione con Paul Buckmaster: quando fu respinto il primo disco, senza nemmeno conoscerlo, scrissi a Paul e lui, con mia grande sorpresa, venne in Italia».
Paul Buckmaster all'epoca aveva già lavorato con artisti come David Bowie o Elton John.
Questo album ha avuto molte edizioni e ristampe. Nell'edizione originale la copertina è apribile (opera di Cesar Monti per quel che riguarda la foto sul fronte) stampata su cartoncino pesante laminato. In alcune copie è anche presente un foglio dattiloscritto con tutti i testi. Quest'edizione venne immediatamente sostituita con una versione che presenta la copertina a busta chiusa, non laminata e priva del foglio con i testi. Rimane immutato il numero di catalogo e il disco.
Con l'acquisizione dei diritti sui brani da parte della Polydor (la casa discografica con cui Branduardi incise in seguito), il disco venne ristampato nel 1980 con copertina a busta chiusa, il titolo modificato in Angelo Branduardi '74 sul fronte e una nuova composizione dei crediti sul retro (Polydor-Musiza - 2448 103). Una nuova ristampa venne realizzata nel 1992 dalla EMI Italiana (che fece la stessa operazione di acquisizione dei nastri). La copertina è identica alla seconda edizione RCA a busta chiusa (EMI-Musiza-Sottosopra 7.80102.1).
All'estero la ristampa della Polydor venne pubblicata in Francia e in Germania nel 1979. La versione francese (Musiza-Arabella Eurodisc nº 200 832 AE 220) è intitolata Angelo Branduardi 1974 (e non  '74  come in Italia) mentre in Germania (Musiza-Ariola Eurodisc nº 200 832 - 320) sotto al nome dell'interprete compare la scritta Italian version of 1st LP released 1974. Tutte presentano la copertina a busta chiusa, priva di qualsiasi inserto.
La versione inglese ebbe una regolare uscita nel 1974 in Gran Bretagna. Ha la medesima copertina apribile della prima edizione italiana e venne stampato su RCA Victor (RCA Victor - LPL1 7509).
Dopo l'acquistato il master da parte della Polydor, l'lp venne ristampato e pubblicato nel 1979 in Germania e Francia (Musiza-Ariola Eurodisc nº 200 844 - 320). La copertina è a busta chiusa e, sul fronte, sotto al nome dell'artista, compare la scritta English version of 1st LP released 1974.
Nel 1980 venne ristampato anche in Italia (Polydor-Musiza-Polygram nº 2448 104). La copertina è identica alla ristampa, dello stesso anno, della versione in italiano con la sola aggiunta distintiva di un piccolo adesivo circolare.

## Le canzoni

### Re di speranza
È la canzone più famosa del disco, riproposta nel disco live del 1980 in una versione completamente diversa

### Il tempo che verrà
Musicalmente è il brano che più si avvicina a quello che sarà lo stile che caratterizzerà Branduardi negli anni della popolarità

### Eppure chiedilo agli uccelli
La canzone consiste in due versi, recitati, come è scritto sulla copertina, dal "Coro Turchese": "Eppure chiedilo agli uccelli del cielo, ed essi ti daranno risposta", tratti dal libro di Giobbe (cap. 12, vv 7-10); il sottofondo musicale è opera di Paul Buckmaster.

### Per creare i suoi occhi
Il testo di questa canzone è firmato da Angelo Branduardi: si tratta, in realtà, della trasposizione in musica di un mito indiano, ma lo stesso Branduardi ha raccontato nel già citato libro "Canzoni" che ha trovato racconti simili anche in altre tradizioni, e cita ad esempio la storia popolare calabrese "Il reuccio fatto a mano" (si può leggere, fra l'altro, nelle Fiabe italiane di Italo Calvino); quando nel 1980 la Polydor acquisterà il master di questo disco dalla RCA Italiana stamperà questa canzone come lato B del 45 giri "Gulliver";

### Ch'io sia la fascia
Anche questo testo, firmato da Angelo Branduardi, è in realtà una canzone d'amore dei pellerossa del Nuovo Messico (il testo si può leggere in "Canti erotici dei primitivi", a cura di Alfonso Di Nola, edito nel 1971 da Garzanti). Reincisa dallo stesso autore nell'album Altro ed altrove del 2003.

### Lentamente
Brano già inciso per un precedente disco mai realizzato

### Storia di mio figlio
Brano dalle atmosfere molto vicine al progressive in voga in quegli anni. Citazioni di Franco Fortini nel testo.

### E domani arriverà
Lunga suite divisa in tre momenti (due cantati, uno solo strumentale) musicalmente molto diversi tra loro

### Il regno millenario
Racconta Branduardi (sempre in "Canzoni") di essersi ispirato, per il testo di questa canzone, all'ultima parte del romanzo "L'uomo senza qualità" di Robert Musil, che si intitola appunto "Verso il regno millenario"; e che descrive il raggiungimento di uno stato mistico di perfezione.

## Tracce

### Versione originale italiana
Testi e musiche di Angelo Branduardi, eccetto dove indicato.
Lato A
1. Re di speranza – 4:23
2. Il tempo che verrà – 3:13
3. Eppure chiedilo agli uccelli – 1:53 (Paul Buckmaster)
4. Per creare i suoi occhi – 3:45
5. Ch'io sia la fascia – 2:01
6. Lentamente – 3:02

Durata totale: 18:17
Lato B
1. Storia di mio figlio – 6:02
2. E domani arriverà – 11:07
3. Il regno millenario – 3:13

Durata totale: 20:22

### Versione inglese
Lato A
1. King of Hope – 4:25
2. The Time to Come – 3:15
3. Then Ask the Birds - To Create Her Eyes – 5:37
4. Let Me Be – 2:03
5. Slowly – 3:04

Durata totale: 18:24
Lato B
1. Story of My Son – 6:36
2. And Tomorrow Won't Be Long – 11:06
3. The Thousand Annum Kingdom – 3:12

Durata totale: 20:54

## Formazione
- Angelo Branduardi - voce, flauto dolce, chitarra acustica, chitarra a 6 corde, chitarra a 12 corde
- Giorgio Rosciglione - basso, contrabbasso
- Marcello Faneschi - pianoforte, Fender Rhodes
- Silvano Chimenti - chitarra acustica, chitarra elettrica
- M' Tume N'Ganga - flexatone
- Paul Buckmaster - pianoforte, basso, organo Hammond, Fender Rhodes
- Guglielmino Prestone - organo Hammond
- Vincenzo Restuccia - batteria, tumbe, bonghi
- Rudolf Mung - tam-tam
- Pay Fone - piatti
- Giovanni Tommaso - basso, contrabbasso
- G. Grutzmache - violoncello
- B. Marcello - violoncello
- D. Stropovitch - violoncello
- P. Salcas - violoncello
- P. Tortalo - violoncello
- J. Del Prete - violoncello
- P. Squarnt - violoncello
- Joel Vandroogenbroeck - flauto
- Alfio Galigani - flauto
- Coro Turchese - cori

Note aggiuntive:
- Testi e musica di Angelo Branduardi, eccetto Eppure chiedilo agli uccelli composta da Paul Buckmaster, parole tratte dal libro di Giobbe, cap. 12 v. 7 (ed. Essex)
- Leandro Leandri - tecnico della registrazione e del Re-Recording
- Pino Bernardini - assistente tecnico della registrazione
- Grazie a Cesare, Susan, Heloise, Enzo, Franco, Toto e Gino
- (Chiediamo scusa per non aver incluso i nomi degli arkestrali; questo è dovuto ad una legge dell'età oscura)
- Cesare Monti (Foto copertina)
- L'album è dedicato a Luisa Paco Zappa[2]